# Союз арабского Магриба
Союз арабского Магриба (САМ) (фр. Union du Maghreb arabe, араб. اتحاد المغرب العربي‎) — панарабская организация, направленная на экономическое и политическое единство в Северной Африке. Участниками союза являются Алжир, Ливия, Мавритания, Марокко, Тунис.

## История
Идея создания союза появилась вместе с получением независимости Тунисом и Марокко в 1958 году. Соглашение о создании союза было заключено 16-17 февраля 1989 года в городе Марракеш на встрече глав государств региона.
Все государства являются членами Лиги арабских государств, и Африканского союза. С точки зрения экономической интеграции договор о создании предусматривал создание зоны свободной торговли, затем таможенного союза. Доля взаимной торговли в общем объёме внешней торговли менее 10 %.
Будучи председателем организации, ливийский лидер Муаммар аль-Каддафи настаивал на включение в союз Мали, Нигера, Чада и Судана. Однако, это предложение не встретило поддержки остальных глав государств—участников союза и было снято с повестки дня.
В ноябре 1994 года, Египет обратился с официальной просьбой о вступлении в союз. Помимо участников союза, в работе совета министров и заседаниях экспертных групп принимают участие представители Египта, Ливана, Иордании и Сирии.

## Деятельность

Диаграмма Эйлера для Лиги арабских государств, страны которой участвуют и в Союз арабского Магриба

Существуют традиционные проблемы соперничества внутри САМ. Например, в 1994, Алжир принял решение о передаче председательства САМ Ливии. Это стало следствием дипломатической напряженности между Алжиром и другими членами САМ, в первую очередь Марокко и Ливией, лидеры которых постоянно отказывались от участия в мероприятиях САМ, проходивших в Алжире. Алжирские официальные лица объяснили своё решение необходимостью соблюдения учредительного акта САМ, декларирующего ежегодную ротацию председательства. Алжир стал председательствовать в САМ в 1994 году после Туниса, но не смог передать его из-за отсутствия предусмотренных учредительным актом условий. После оглашения решения о передаче председательства в САМ ливийский лидер Муаммар аль-Каддафи заявил, что пора положить САМ в холодильник. В связи с этим возникает вопрос о позиции Ливии относительно САМ. Речь идет о негативном влиянии позиции Ливии во время председательства в САМ.
Кроме того, постоянные разногласия между Марокко и Алжиром и нерешенный вопрос о суверенитете Западной Сахары заблокировали работу САМ с начала девяностых годов, несмотря на неоднократные попытки по возобновлению политического процесса.
Последнее совещание на высшем уровне в середине 2005 года было сорвано в связи с отказом Марокко из-за поддержки Алжиром независимости Западной Сахары. Западная Сахара — бывшая испанская колония к югу от Марокко, вошедшая в состав Королевство Марокко. Алжир постоянно поддерживает движение ПОЛИСАРИО.
Для решения вопроса Западной Сахары некоторые попытки были сделаны, в частности, Организацией Объединенных Наций. В середине 2003 года личный посланник Генерального секретаря ООН Джеймс Бейкер предложил план урегулирования, также известный как План Бейкера II. Предложение ООН было отвергнуто Марокко и принято Алжиром. Что касается двусторонних попыток, то мало что было достигнуто, и Марокко по-прежнему не идет ни на какие уступки, ведущие к независимости Западной Сахары, а Алжир продолжает поддерживать самоопределения Западной Сахары.
Кроме того, разногласия между Триполи и Нуакшот не облегчают задачу активизации деятельности организации. В 2004 г. Мавритания обвинила ливийские спецслужбы в причастности к попытке государственного переворота против президента Маауйя ульд Сид Ахмед Тайя. Муаммар Каддафи отрицал это обвинение.